# 鴻巣隼雄
鴻巣 隼雄（こうのす はやお、1913年（大正2年）10月27日 - 1985年（昭和60年）4月27日）は、日本文学者。聖心女子大学・立正大学名誉教授。文学博士（東京大学・1962年）。

## 略歴
鹿児島県生まれ。父は日本文学者で第四高等学校教授の鴻巣盛広である。隼雄が生まれた時は、第七高等学校造士館教授であった。東京帝国大学を卒業。山口大学、二松學舍大学、聖心女子大学教授を歴任。1972年（昭和47年）立正大学教授に就任した。1984年（昭和59年)、定年退官。
近代文学から始めて古代文学を研究した。1962年、東京大学に於いて「鹿持雅澄と萬葉学」で文学博士となる。

## 著書
- 『万葉人と自然・国家 日本に於ける現境の古代的形成』 刀江書院、1940
- 『鹿持雅澄と万葉学』 桜楓社出版、1958

## 校訂
- 『万葉集全釈』第1-5冊 鴻巣盛広著 鴻巣隼雄補輯、広文堂、1954-1958
- 『日本古典文学全集 1 上代歌謡』校注・訳、小学館、1973

## 参考
- 白井忠功「鴻巣隼雄先生の思い出--ご退職に際して〔含 著述目録〕」『立正大学文学部論叢』第79号、立正大学文学部、1984年3月、p11-14、ISSN 0485215X、NAID 110000476697。
- 『文化人名簿 著作権台帳』
- 『鹿持雅澄と万葉学』著者紹介